# Trzej żołnierze
Trzej żołnierze lub Trzej żołnierze z Ameryki (ang. Three Soldiers) – powieść z 1921 roku autorstwa amerykańskiego pisarza i dziennikarza Johna Dos Passosa. To jedna z amerykańskich powieści wojennych, która opisuje I wojnę światową. Trzej żołnierze to jedno z klasycznych literackich dzieł pacyfistycznych. Pierwsze wydanie polskie opublikowano w 1931 roku.

## Historia
Początkowo dzieło zostało odrzucone przez 13 różnych wydawnictw. Dopiero na początku 1921 roku właściciel nowojorskiego wydawnictwa George H. Doran & Co. zgodził się na opublikowanie powieści Dos Passosa. Mimo zgody na wydanie dzieła, z powodu wielu niewygodnych fragmentów zawartych w Trzech żołnierzach, Doran mocno obawiał się oddania do druku książki. Dos Passos przedstawił w swojej pracy między innymi rzeczywiste przemówienie żołnierzy, którzy trafili do armii. Wydawca nalegał, aby autor niewygodne fragmenty poprawił albo skrócił. Dos Passos niechętnie przystał na zaproponowane warunki. We wrześniu 1921 roku, po usunięciu kontrowersyjnych fragmentów, powieść została wydana.
W późniejszym czasie Doran wspomniał, że Dos Passos „posługiwał się wspólnym językiem degeneratów”. Wśród prac Dos Passosa umieszczonych w zbiorach Uniwersytetu Wirginii brakuje oryginalnej wersji powieści, która najprawdopodobniej zaginęła.

## Treść
Dos Passos z pozycji pacyfisty opowiada w realistyczny sposób o wydarzeniach, które miały miejsce na froncie I wojny światowej. W powieści autor zaznaczył, że wojna doprowadza do odczłowieczenia. Bohaterowie książki nieustannie przesiadują w okopach, co jakiś czas oddają strzały w stronę przeciwnika. Część z nich pada ofiarami gazu musztardowego.
W powieści Trzej żołnierze Dos Passos wykorzystał symbol maszyny, który według niego jest tożsamy ze zhierarchizowaną strukturą armii, która ma być odzwierciedleniem społeczeństwa klasowego. W ocenie Dos Passosa celem tej struktury jest wyeliminowanie ideałów i integralności jednostek w społeczeństwie.

## Odbiór
W wielu recenzjach Trzech żołnierzy pojawiło się oburzenie wobec tego co napisał Dos Passos. W niekorzystnych, a nawet wrogich ocenach powieści napisano, że autor znieważył amerykańską armię i jej żołnierza. Dwie z takich recenzji ukazały się w prasowym dodatku „The New York Times Book Review”, a ich autorami byli służący zarówno w armii kanadyjskiej, jak i amerykańskiej. Ale w innych recenzjach chwalono autora za szczerość ukazaną w książce. Henry Louis Mencken ocenił tę powieść pozytywnie. W swojej recenzji napisał:

Za jednym zamachem [Dos Passos] pozbył się morza romansu i hańby. Zmieniło to cały obraz o wojnie wśród amerykańskiej opinii; zmienił nawet wspomnienia prawdziwych weteranów wojny. Widzieli bez wątpienia zasadniczo to, co widział Dos Passos, jednak jego odważny realizm wymagał wyrwania z ich wspomnień rozpowszechnionych niedorzeczności, jak i sentymentalizmu.

## Polskie wydania
Pierwszą edycję w języku polskim opublikowano w 1931 roku pod tytułem Trzej żołnierze z Ameryki; książkę przetłumaczyły Zofja Schmorakowa i Olga Ziemilska (Towarzystwo Wydawnicze „Rój”, Warszawa). W 1966 roku dzieło, pod tytułem Trzej żołnierze, przełożył Tadeusz Jan Dehnel (wyd. MON, Warszawa).